# Jozef Slagveer
Joseph Hubert Maria Slagveer (Totness, 25 de enero de 1940 - Paramaribo, 8 de diciembre de 1982) fue un periodista de Surinam. Es uno de los quince opositores al régimen de Desi Bouterse que fueron asesinados durante los Asesinatos de diciembre. 

## Biografía
Slagveer nació en Totness (distrito de Coronie) en el seno de una familia católica. Su padre quería que su hijo se convirtiera en un escritor, mientras que su madre tenía esperanzas que se incorporara a las filas de la iglesia. Slagveer concurrió a la escuela St. Anthony y la escuela Secundaria en Paramaribo. Luego Slagveer viajó a los Países Bajos para estudiar periodismo en la Universidad Libre en Ámsterdam. En 1967, regresa a Surinam.
Slagveer trabajó inicialmente en el Departamento de Educación del Ministerio de Educación, pero comenzó su propia agencia de prensa junto al periodista Rudi Kross en 1971, la cual emitió un boletín diario y una revista semanal. También condujo un programa de radio semanal. Estaba a favor de la independencia de Surinam y quería, junto con Rudi Kross, transformar al Partido Nacional de Surinam en un movimiento socialista. También escribieron un folleto sobre mala administración financiera en Surinam Airways. Slagveer cayó en desgracia en 1975 con el gobierno de Henck Arron.
Después de la independencia de Surinam, Slagveer se convirtió en el portavoz de los sargentos insatisfechos del Ejército Nacional de Surinam. Después del Golpe de los Sargentos liderado por Desi Bouterse en 1980, fue nombrado como portavoz del régimen. También presentó un programa de televisión proclive al gobierno.
Poco a poco, Slagveer comenzó a criticar al régimen. Probablemente debido a esta crítica, Slagveer fue arrestado en la noche del 7 al 8 de diciembre de 1982. Roy Horb lo habría torturado esa noche para forzar una confesión. Slagveer hizo una declaración el 8 de diciembre, que fue transmitida por la televisión surinamesa. Fue visiblemente torturado y dijo que había planeado un golpe de Estado con abogados, maestros, periodistas y líderes sindicales. Esa misma noche fue asesinado en el Fuerte Zeelandia a la edad de 42 años.